# Tryfallet
Tryfallet är ett naturreservat i Finspångs kommun i Östergötlands län.
Området är naturskyddat sedan 2001 och är 14 hektar stort. Reservatet består av barrskog med gamla och döda träd.